# Класифікація Петрова
Класифікація Петрова — описує можливі алгебричні симетрії тензора Вейля для кожної події на псевдорімановому многовиді.
Ця класифікація найактивніше використовується при вивченні точних розв'язків рівнянь Ейнштейна, хоча взагалі кажучи являє собою абстрактний математичний результат, не залежний від будь-якої фізичної інтерпретації. Класифікація була вперше запропонована в 1954 році О. З. Петровим і в 1957 незалежно Феліксом Пирані.

## Теорема про класифікацію
Тензор рангу 4, що є антисиметричним за першою і другою парою індексів, наприклад тензор Вейля, в кожній точці многовиду можна подати як лінійний оператор {\displaystyle C} : {\displaystyle T_{p}\times T_{p}\rightarrow T_{p}\times T_{p}}, що діє у векторному просторі бівекторів:
{\displaystyle X^{ab}\rightarrow {\frac {1}{2}}\,{C^{ab}}_{mn}X^{mn}}
В цьому випадку природно поставити задачу знаходження власних значень {\displaystyle \lambda } і власних векторів (або власних бівекторів) {\displaystyle X^{ab}}, таких що
{\displaystyle {\frac {1}{2}}\,{C^{ab}}_{mn}\,X^{mn}=\lambda \,X^{ab}}
У чотиривимірних псевдоріманових многовидах в кожній точці простір бівекторів шестивимірний. Однак, симетрії тензора Вейля обмежують розмірність простору власних бівекторів до чотирьох. Таким чином, тензор Вейля в даній точці може мати максимум чотири лінійно незалежних власних бівектора.
Точно так само як у звичайній теорії власних векторів лінійного оператора, власні бівектори тензора Вейля можуть бути кратними. Кратність власних бівекторів вказує на деяку додаткову алгебричну симетрію тензора Вейля в даній точці; це означає, що тип симетрії тензора Вейля можна визначити, розв'язуючи рівняння 4-го порядку для його власних значень.